# Liste der Baudenkmale in Hannover-Calenberger Neustadt
Die Liste der Baudenkmale in der Calenberger Neustadt enthält die Baudenkmale des hannoverschen Stadtteils Calenberger Neustadt. Die Liste basiert auf einem Verzeichnis des Amtes für Denkmalschutz aus dem Jahr 1985 und auf den Angaben im Denkmalatlas Niedersachsen. Dieser weist 177 Objekte in der Calenberger Neustadt auf (Stand: Oktober 2024).

## Gruppen und Einzeldenkmale
| Lage                                                                                            | Bezeichnung                                                                               | Beschreibung | ID       | Bild           |
| ----------------------------------------------------------------------------------------------- | ----------------------------------------------------------------------------------------- | --- | -------- | -------------- |
| Königsworther Straße 18, 20, 22, 24, 26, 28, 30, 32, 33, 35, 37, 39 52° 22′ 31″ N, 9° 43′ 12″ O | Wohnhäuser Königsworther Straße                                                           | Gruppe: Ensemble mehrgeschossiger Wohn- und Geschäftsbauten aus der Zeit um 1900 | 30590923 |                |
| Waterloostraße 20 und 20a 52° 21′ 47″ N, 9° 43′ 44″ O                                           | Schützenplatz mit Eingangsbauten                                                          | Gruppe: Ensemble aus Platz und Eingangsbauten. | 30590953 | Weitere Bilder |
| Am Archiv 1 52° 22′ 11″ N, 9° 43′ 50″ O                                                         | Archivgebäude mit von-Alten-Denkmal und Baring-Stein                                      | [ 1 ] | 30761933 | Weitere Bilder |
| Am Goetheplatz 2a 52° 22′ 24″ N, 9° 43′ 25″ O                                                   | Schule                                                                                    | [ 1 ] | 30759787 | Weitere Bilder |
| Am Kanonenwall 19 52° 22′ 21″ N, 9° 43′ 34″ O                                                   | Katholische Bürgerschule (siehe Feuerwehrmuseum Hannover) (Nebengebäude der Feuerwache 1) | 1884 nach Plänen Rudolph Eberhard Hillebrand erbaut Sie steht im östlichen Teil des Geländes der ehemaligen Feuerwache 1, der heutigen Wache 10 der Feuerwehr Hannover.                                               | 30759809 | Weitere Bilder |
| Am Waterlooplatz 52° 22′ 0″ N, 9° 43′ 39″ O                                                     | Waterloosäule                                                                             | 1825–1832 erbaut nach Plänen von Georg Ludwig Friedrich Laves. | 30759830 | Weitere Bilder |
| Am Waterlooplatz 5 52° 21′ 59″ N, 9° 43′ 45″ O                                                  | Ehemalige Kaserne                                                                         | ehemals Kaserne, heute Standort Hannover der Generaldirektion Wasserstraßen und Schifffahrt. | 30759851 | Weitere Bilder |
| Am Waterlooplatz 5a 52° 21′ 58″ N, 9° 43′ 49″ O                                                 | Finanzgericht                                                                             | [ 1 ] | 30759873 |                |
| Andertensche Wiese 26 52° 22′ 29″ N, 9° 43′ 30″ O                                               | Berufsbildende Schule Hannah Arendt                                                       | Ehemalige Oberrealschule am Clevertor. | 30759594 | Weitere Bilder |
| Archivstraße 1 52° 22′ 10″ N, 9° 43′ 46″ O                                                      | Ev. Reformierte Kirche                                                                    | Erbaut 1896–1897 nach Plänen von Hubert Stier. | 30759896 | Weitere Bilder |
| Archivstraße 2 52° 22′ 13″ N, 9° 43′ 47″ O                                                      | Ehemaliges Ministerialgebäude                                                             | . Sitz des Niedersächsischen Ministeriums für Umwelt, Energie und Klimaschutz. | 30759666 | Weitere Bilder |
| Brandstraße 4 52° 22′ 10″ N, 9° 43′ 42″ O                                                       | verputzter Fachwerkbau                                                                    | [ 1 ] | 30759935 | Weitere Bilder |
| Brandstraße 23 52° 22′ 9″ N, 9° 43′ 42″ O                                                       | Ehemaliges Amtshaus des Konsistoriums                                                     | [ 1 ] | 30759955 | Weitere Bilder |
| Brandstraße 24 52° 22′ 9″ N, 9° 43′ 43″ O                                                       | Ehemaliges Wohnhaus von Brand Westermann                                                  | [ 1 ] | 30759976 | Weitere Bilder |
| Braunstraße 28 52° 22′ 26″ N, 9° 43′ 10″ O                                                      | Wohnhaus Braunstraße 28                                                                   | ehemaliges Direktionsgebäude der Drahtfabrik Grimme, heute Sitz des Büro für Beteiligungskultur und Stadtentwicklung                                                                                                  | 30763071 | Weitere Bilder |
| Brühlstraße 27 52° 22′ 39″ N, 9° 43′ 25″ O                                                      | Villa Simon                                                                               | Erbaut 1858–60 nach Plänen von Christian Heinrich Tramm. | 30759997 | Weitere Bilder |
| Calenberger Straße 34 52° 22′ 12″ N, 9° 43′ 30″ O                                               | Dachenhausenpalais, ehemaliges Wohnhaus von Friedrich Wilhelm von Dachenhausen            | [ 1 ] | 30760017 | Weitere Bilder |
| Dreyerstraße 52° 22′ 25″ N, 9° 43′ 16″ O                                                        | Brücke über die Leine                                                                     | Dreyerstraßenbrücke | 30760038 | Weitere Bilder |
| Friedrichswall 52° 22′ 8″ N, 9° 44′ 0″ O                                                        | Sieltürmchen                                                                              | [ 1 ] | 30760059 | Weitere Bilder |
| Glockseestraße 1 52° 22′ 12″ N, 9° 43′ 18″ O                                                    | Villa Rosa                                                                                | 1830 erbaut nach Plänen von Georg Ludwig Friedrich Laves. | 30760078 | Weitere Bilder |
| Glockseestraße / Braunstraße 25 52° 22′ 21″ N, 9° 43′ 11″ O                                     | Ehemaliger Gasbehälter                                                                    | Gasometer an der Glocksee | 30760097 | Weitere Bilder |
| Goethestraße 33 52° 22′ 23″ N, 9° 43′ 36″ O                                                     | Basilika St. Clemens                                                                      | [ 1 ] | 30760119 | Weitere Bilder |
| Hardenbergstraße 1 52° 22′ 1″ N, 9° 43′ 57″ O                                                   | Polizeidirektion                                                                          | [ 1 ] | 30759615 | Weitere Bilder |
| Hardenbergstraße 3–5/Waterloostraße 5 52° 22′ 3″ N, 9° 43′ 58″ O                                | Oberfinanzdirektion Hannover (OFD)                                                        | Ensemble aus Hardenbergstraße 3–5 (Ehemalige Oberzolldirektion), Waterloostraße 5 (Erweiterungsbau von 1959) und Skulptur "Wächter".                                                                                  | 47225551 |                |
| Humboldtstraße 5 52° 22′ 16″ N, 9° 43′ 30″ O                                                    | Friederikenstift: Kapelle, Hauptgebäude                                                   | Das Hauptgebäude wurde 1928–30 errichtet. | 30760160 | Weitere Bilder |
| Königsworther Straße 52° 22′ 33″ N, 9° 43′ 15″ O                                                | Königsworther Brücke über die Leine                                                       | [ 1 ] | 30760185 | Weitere Bilder |
| Königsworther Straße 27 52° 22′ 30″ N, 9° 43′ 14″ O                                             | Ehemalige Lehrschmiede                                                                    | [ 1 ] | 30760207 | Weitere Bilder |
| Mittelstraße 8 52° 22′ 10″ N, 9° 43′ 40″ O                                                      | Fachwerkbau                                                                               | [ 1 ] | 30760229 |                |
| Mittelstraße 8 / Brandstraße 52° 22′ 10″ N, 9° 43′ 41″ O                                        | Seitenflügel                                                                              | wird im Denkmalatlas als "Mittelstraße 8" geführt, obwohl es nur zur Brandstraße eine Front hat. | 30759916 |                |
| Mittelstraße 9 52° 22′ 10″ N, 9° 43′ 40″ O                                                      | Fachwerkbau                                                                               | [ 1 ] | 30760250 |                |
| Mittelstraße 10 52° 22′ 10″ N, 9° 43′ 40″ O                                                     | Fachwerkbau                                                                               | Das als Calenberger Höfchen bezeichnete Fachwerkensemble mit Vorder- und Hinterhaus gehört zu den 4 ältesten Fachwerkgebäuden der Stadt Hannover und wurde von 2008 bis 2014 unter Hanfried Slawik umfassend saniert. | 30760271 |                |
| Neustädter Kirchhof 52° 22′ 16″ N, 9° 43′ 43″ O                                                 | Neustädter Kirche                                                                         | [ 1 ] | 30760291 | Weitere Bilder |
| Rote Reihe 6/Neustädter Kirchhof 52° 22′ 18″ N, 9° 43′ 44″ O                                    | Ehemaliger Fürstenhof                                                                     | [ 1 ] | 30760311 | Weitere Bilder |
| Theodor-Krüger-Straße 3 52° 22′ 27″ N, 9° 43′ 3″ O                                              | Johann-Jobst Wagener'sche Stiftung                                                        | Erbaut ab April 1896 nach Plänen von Hermann Schaedtler. | 30760337 | Weitere Bilder |
| Waterloostraße 1 52° 22′ 5″ N, 9° 43′ 54″ O                                                     | Villa Kaulbach                                                                            | Atelier und Wohnhaus des Hofmalers Friedrich Kaulbach, errichtet ab 1857 nach Plänen von Christian Heinrich Tramm. | 30760362 | Weitere Bilder |
| Waterloostraße 3 52° 22′ 4″ N, 9° 43′ 54″ O                                                     | ehemaliges Gemeindehaus der Schlosskirche                                                 | [ 1 ] | 30760381 | Weitere Bilder |
| Waterloostraße 9 52° 21′ 55″ N, 9° 43′ 56″ O                                                    | Ehemalige Kadettenanstalt                                                                 | [ 1 ] | 30763674 |                |
| Am Schützenplatz / Bruchmeisterallee 52° 21′ 53″ N, 9° 43′ 55″ O                                | Schraderdenkmal                                                                           | [ 1 ] | 30763697 |                |
| Ira-Wolkowa-Weg 6, 8, 10, 12, 14 52° 22′ 31″ N, 9° 42′ 58″ O                                    | Wohnhäuser Ira-Wolkowa-Weg                                                                | Als Ensemble. Wohnungen der Straßenbahnbeamten. Straße mehrfach umbenannt: erst Ihmestraße, dann Theodor-Krüger-Straße, danach Friedrich-Lehner-Weg, seit 2013 Ira-Wolkowa-Weg.                                       | 30590943 |                |

## Gruppe: Wohnhäuser Glocksee
| Lage                                                                           | Bezeichnung         | Beschreibung                                                                                                 | ID       | Bild           |
| ------------------------------------------------------------------------------ | ------------------- | --- | -------- | -------------- |
| Calenberger Neustadt 52° 22′ 19″ N, 9° 43′ 17″ O                               | Wohnhäuser Glocksee | Baudenkmal-Gruppe Wohnhäuser Glocksee                                                                        | 30590902 | BW             |
| Glockseestraße 5 52° 22′ 19″ N, 9° 43′ 16″ O                                   |                     | Im Ensemble mit Lenaustraße 7, 8, 9, 10, 11, 11a, 12 und Rückertstraße 4, 5, 6, 7, 8, 9, 10, 11, 12, 13, 14. | 30761059 | Weitere Bilder |
| Lenaustraße 7, 8, 9, 10, 11, 11a, 12 52° 22′ 19″ N, 9° 43′ 16″ O               |                     | Im Ensemble mit Glockseestraße 5 und Rückertstraße 4, 5, 6, 7, 8, 9, 10, 11, 12, 13, 14.                     |          |                |
| Rückertstraße 4, 5, 6, 7, 8, 9, 10, 11, 12, 13, 14 52° 22′ 18″ N, 9° 43′ 20″ O |                     | Im Ensemble mit Lenaustraße 7, 8, 9, 10, 11, 11a, 12 und Glockseestraße 5.                                   |          |                |

## Gruppe: Königsworther Straße / Gerberstraße
| Lage                                                                        | Bezeichnung                         | Beschreibung                                          | ID       | Bild |
| --------------------------------------------------------------------------- | ----------------------------------- | ----------------------------------------------------- | -------- | ---- |
| Calenberger Neustadt 52° 22′ 35″ N, 9° 43′ 19″ O                            | Königsworther Straße / Gerberstraße | Baudenkmal-Gruppe Königsworther Straße / Gerberstraße | 30590892 | BW   |
| Gerberstraße 6, 7, 14, 15, 16, 17, 19 52° 22′ 33″ N, 9° 43′ 21″ O           | Wohnhäuser                          |                                                       |          |      |
| Hartwigstraße 1, 2, 3, 4, 4a, 5, 6 52° 22′ 35″ N, 9° 43′ 21″ O              | Wohnhäuser                          |                                                       |          |      |
| Königsworther Straße 10, 11, 12, 13, 14, 21 52° 22′ 37″ N, 9° 43′ 21″ O     |                                     |                                                       |          |      |
| Oeltzenstraße 9, 10, 11, 12, 18, 19, 20, 21, 22 52° 22′ 35″ N, 9° 43′ 25″ O | Wohnhäuser                          |                                                       |          |      |

## Gruppe: Wohnhäuser Adolfstraße
Gruppe von mehrgeschossigen Wohnhäusern inklusive des ehemaligen Hilfslazaretts.

| Lage                                                                 | Bezeichnung            | Beschreibung | ID       | Bild           |
| -------------------------------------------------------------------- | ---------------------- | --- | -------- | -------------- |
| Calenberger Neustadt 52° 22′ 7″ N, 9° 43′ 27″ O                      | Wohnhäuser Adolfstraße | Baudenkmal-Gruppe Wohnhäuser Adolfstraße | 30590882 | BW             |
| Adolfstraße 6, 7, 8a 52° 22′ 7″ N, 9° 43′ 31″ O                      |                        | Im Ensemble mit Dachenhausenstraße 14 und Kommandanturstraße 16. |          |                |
| Adolfstraße 8 52° 22′ 7″ N, 9° 43′ 31″ O                             | ehem. Hilfslazarett    | 1860 nach Plänen des Architekten Hermann Hunaeus im Rundbogenstil errichtet, diente zunächst der Militär-Bekleidungskommission, später Hilfslazarett. Heute Schulungsort der Deutschen Angestellten-Akademie. | 30759642 | Weitere Bilder |
| Dachenhausenstraße 14 52° 22′ 7″ N, 9° 43′ 29″ O                     |                        | Im Ensemble mit Adolfstraße 6, 7, 8, 8a und Kommandanturstraße 16. | 30760464 | Weitere Bilder |
| Kommandanturstraße 16 (ehem. Adolfstr. 5) 52° 22′ 7″ N, 9° 43′ 32″ O |                        | Ehemalige Adresse war Adolfstraße 5. Erbaut 1833/35 von Architekt Christoph August Gersting. | 30760484 | Weitere Bilder |

## Gruppe: Wohnsiedlung Rosmarinhof
Die Wohnsiedlung Rosmarinhof entstand in den Jahren 1954–1956 mit der Grünfläche des Rosmarinhofs in der Mitte.

| Lage                                                          | Bezeichnung             | Beschreibung | ID       | Bild           |
| ------------------------------------------------------------- | ----------------------- | --- | -------- | -------------- |
| Calenberger Neustadt 52° 22′ 17″ N, 9° 43′ 36″ O              | Rosmarinhof             | Baudenkmal-Gruppe Rosmarinhof | 30593992 | BW             |
| Am Kanonenwall 1–5 52° 22′ 18″ N, 9° 43′ 35″ O                | Wohngebäude und Garagen | Wohnhäuser und Garagen zwischen 1954 und 1956 nach Entwürfen von Konstanty Gutschow und Walter Klare errichtet. Baudenkmale aufgrund ihrer geschichtlichen Bedeutung aufgrund des Zeugnis- und Schauwertes für Siedlungs- und Stadtbaugeschichte und der städtebaulichen Bedeutung von prägendem Einfluss des räumlichen Gefüges einer Hofanlage. |          |                |
| Calenberger Straße 12 52° 22′ 14″ N, 9° 43′ 40″ O             | Wohn-/Geschäftshaus     | Eckhaus zum Duvehof. Im EG das Restaurant "Beckmann's Weinhaus". | 30762686 |                |
| Calenberger Straße 14 52° 22′ 13″ N, 9° 43′ 39″ O             | Wohn-/Geschäftshaus     | Eckhaus zum Duvehof. Wird im Denkmalatlas mit Adresse "Neustädter Straße 2B" angegeben. | 30762708 |                |
| Duvehof 1, 2, 3, 4 52° 22′ 15″ N, 9° 43′ 38″ O                | Wohnhäuser              | |          |                |
| Im Töge 1, 2 52° 22′ 19″ N, 9° 43′ 38″ O                      | Wohnhäuser              | |          |                |
| Neustädter Straße 2 52° 22′ 15″ N, 9° 43′ 36″ O               | Wohn-/Geschäftshaus     | Eckhaus zur Calenberger Straße | 30762730 |                |
| Neustädter Straße 4, 6, 8, 10, 12 52° 22′ 15″ N, 9° 43′ 36″ O | Wohnhäuser              | |          |                |
| Rosmarinhof 2 52° 22′ 18″ N, 9° 43′ 38″ O                     | Wohnhaus                | Gedenktafel am Rosmarinhof 2 für Heinrich Daniel Rühmkorff, der im Nachbarhaus Rote Reihe 3 (zerstört bei den Luftangriffen auf Hannover) geboren wurde. | 30761825 | Weitere Bilder |
| Rosmarinhof 3 52° 22′ 18″ N, 9° 43′ 38″ O                     | Gemeindehaus            | | 30761852 |                |
| Rosmarinhof 4 52° 22′ 18″ N, 9° 43′ 38″ O                     | Gemeindehaus            | | 30762642 |                |
| Rote Reihe 5 52° 22′ 18″ N, 9° 43′ 39″ O                      | Pfarrhaus               | | 30761880 |                |
| Rote Reihe 7, 9, 11, 13, 15 52° 22′ 15″ N, 9° 43′ 41″ O       | Wohnhäuser              | |          |                |

## Skulpturen und Brunnen
| Lage                                              | Bezeichnung        | Beschreibung | ID       | Bild           |
| ------------------------------------------------- | ------------------ | --- | -------- | -------------- |
| Leibnizufer 52° 22′ 15″ N, 9° 43′ 50″ O           | Duve-Brunnen       | auch Sämann-Brunnen genannt, 1916 vom Bildhauer Georg Herting geschaffen. Benannt nach dem Unternehmer Johann Duve (1611–1679).                                            | 30739781 | Weitere Bilder |
| Leibnizufer 9 52° 22′ 23″ N, 9° 43′ 43″ O         | Die Umschauende    | Skulptur von Kurt Lehmann aus dem Jahr 1957 | 30763150 | Weitere Bilder |
| Rosmarinhof 52° 22′ 17″ N, 9° 43′ 35″ O           | Kind im Regen      | Skulptur von Kurt Lehmann aus dem Jahr 1955 als Zentrum eines kleinen Brunnens.                                                                                            | 53725217 | Weitere Bilder |
| Walter-Rodekamp-Platz 52° 21′ 42″ N, 9° 43′ 59″ O | Speerträger        | Skulptur von Kurt Lehmann aus dem Jahr 1964 an der Freitreppe zum Stadion                                                                                                  | 30762977 | Weitere Bilder |
| Robert-Enke-Straße 52° 21′ 32″ N, 9° 43′ 45″ O    | Glasmosaik "Sport" | Monumentales Glasmosaik mit Darstellung verschiedener Sportarten. Entworfen von Eduard Bargheer (1901-1979), ausgeführt 1962/63 von den Werkstätten August Wagner, Berlin. | 30763004 | Weitere Bilder |